# Nicolas Aubin (religieux)
Pour les articles homonymes, voir Nicolas Aubin et Aubin.
Nicolas Aubin, né à Loudun vers 1655, est un pasteur et écrivain français.

## Biographie
Admis au ministère par le synode de la Saintonge, à Marennes le 9 octobre 1674. En 1683, il remplissait les fonctions pastorales à Beaumont. À la révocation de l'édit de Nantes, les jurats de Bordeaux le firent arrêter sous prétexte qu’il tenait des assemblées illicites. Après trois jours passés en prison, il obtint la permission de passer en Hollande où le besoin de se créer des moyens d’existence lui fit aborder la carrière littéraire. Le premier ouvrage qu’il mit au jour fut une Histoire des Diables de Loudun, ou de la possession des Religieuses Ursulines, et de la condamnation & du supplice d'Urbain Grandier, Curé de la même Ville où il dévoila avec beaucoup d’art comment une rancune de Richelieu et du père Joseph avait conduit sur le bûcher, en 1634, un prêtre qui s’était fait des envieux par son savoir et son éloquence. 
En 1698, il publia une traduction de la Vie de Michiel de Ruyter par Gerard Brandt. Il s’occupa ensuite à réunir des matériaux pour son Dictionnaire de marine, paru en 1702 à Amsterdam et réédité en 1736 ajoutée de La Connaissance des Pavillons ou bannières que la plupart des nations arborent en mer (La Haye, 1737, in-4°).

## Publication
- Histoire des Diables de Loudun, ou de la possession des Religieuses Ursulines, et de la condamnation & du supplice d'Urbain Grandier, Curé de la même Ville. Cruels effets de la vengeance de Richelieu. 1693, Amsterdam, Estienne Roger, 1716. Aux dépens de la compagnie, Paris. 1752.
- Dictionnaire de marine, 1702, Amsterdam